# TOAST-Klassifikation
Die TOAST-Klassifikation dient der Zuordnung von Ursachen (Ätiologien) des ischämischen Schlaganfalls. Die Klassifikation wurde 1993 für die gleichnamige klinische Studie „Trial of Org 10172 in Acute Stroke Treatment“ (TOAST) entwickelt. Sie wird in einer vereinfachten Form in zahlreichen Studien sowie in Deutschland in den meisten Qualitätssicherungsprojekten der Bundesländer verwendet. Sie ist das am meisten genutzte Klassifikationssystem für Schlaganfallsubtypen in der Fachliteratur und wird insbesondere in Studien verwendet, die nicht die Behandlung von Schlaganfällen als Thema haben (z. B. die Untersuchung von möglichen Risikofaktoren und epidemiologische Studien).
Die etablierte TOAST-Klassifikation unterscheidet 5 Gruppen: „Makroangiopathie“, „Mikroangiopathie“, „kardiale Embolie“, „andere Ätiologie“ und „unklare Ätiologie“. Die Interrater-Reliabilität, ein Maß für die Übereinstimmungen (= Konkordanzen) der Einschätzungsergebnisse bei unterschiedlichen Beobachtern, gilt als mäßig gut (kappa = 0,68) oder mäßig. In der ursprünglichen Form wurden zusätzlich noch weitere 6 Kategorien verwendet.

## TOAST-Kriterien
- Makroangiopathie: Gemäß den TOAST-Kriterien wird die Ursache als Makroangiopathie klassifiziert, wenn eine über 50-prozentige Stenose oder ein Verschluss eines hirnversorgenden Gefäßes vorliegt. Die Diagnostik sollte keine Hinweise auf eine kardiale Emboliequelle als Ursache ergeben.
- Kardial embolisch: Als kardioembolische Infarkte werden Schlaganfälle klassifiziert, wenn eine kardiale Emboliequelle nachgewiesen wurde. Der Nachweis oder das Bestehen von Vorhofflimmern, eines offenen Foramen ovale, Mitralklappenstenosen, kardialen Thromben, eines Sick-Sinus-Syndroms, eines Vorhofmyxoms oder das Vorliegen von künstlichen oder bioprothetischen Herzklappen, gilt als relevant. Infarkte in unterschiedlichen Stromgebieten können die Klassifizierung als kardiale Embolie stützen.
- Mikroangiopathie: Subkortikale lakunäre Hirninfarkte können unter Mikroangiopathie klassifiziert werden. Eine Makroangiopathie gemäß den oben genannten Kriterien und eine kardiale Emboliequelle sollten ausgeschlossen sein. Das Vorliegen eines Bluthochdrucks und/oder eines Diabetes mellitus können die Klassifizierung als mikroangiopathischen Schlaganfall stützen.
- Andere Ätiologie: Bei Nachweis einer Vaskulitis, Dissektion, Gerinnungsstörung oder anderen Bluterkrankungen, kann der Schlaganfall in diese Kategorie klassifiziert werden.
- Unklare Ätiologie: Wenn keine Ursache oder mehrere konkurrierende Ursachen (inklusive  ESUS) gefunden werden, wird diese Kategorie gewählt.[1]

## Geschichte
Die Klassifikation wurde für eine Studie zur Erforschung der klinischen Wirksamkeit des niedermolekularen Heparinoids "Org 10172" in der Schlaganfalltherapie entwickelt. Das Medikament wurde später unter dem Namen Danaparoid zugelassen.